# رمضه السفلى (ماهلية)

تعديل مصدري - تعديل

رمضه السفلى هي إحدى قرى عزلة قانية بمديرية ماهلية التابعة لمحافظة مأرب، بلغ تعداد سكانها 31 نسمة حسب تعداد اليمن لعام 2004.